# 小行星7435
小行星7435（英語：7435 Sagamihara）是一颗围绕太阳公转的小行星。1994年2月8日，圓舘金、渡邊和郎在北见发现了此天体。
这颗小行星的绝对星等为318.39722等。